# Adolf Pilz
Adolf Pilz (* 10. Juli 1877 in Wien; † 23. September 1947 ebenda) war österreichischer Rechtswissenschaftler, Richter und Politiker.

## Leben
Adolf Pilz wurde am 10. Juli 1877 in Wien geboren. Nach der allgemeinen Schulbildung studierte er Rechtswissenschaft an der Universität Wien. Im Jahr 1900 trat er in den Dienst der niederösterreichischen Statthalterei. In den Jahren 1923 bis 1924 war er Bezirkshauptmann des Bezirks Mödling, ehe er durch Adalbert Pamperl abgelöst wurde. Davor scheint Pilz im Jahre 1922 als Bezirkshauptmann von Waidhofen an der Thaya auf. Im Jahr 1924 wurde er Bezirkshauptmann von Baden. Dort engagierte sich der Hofrat auch beim Österreichischen Roten Kreuz, indem er als Bezirkshauptmann am Aufbau der Badener Dienststelle mitwirkte. Als im Juli 1931 in Baden bei Wien die 6. Internationale Pfadfinderführer-Konferenz stattfand, wurde Bezirkshauptmann Pilz als Mitglied des Ehrenkomitees geführt. Nach über zehn Jahren als Bezirkshauptmann von Baden legte er dieses Amt im Jahre 1934 nieder.
Darüber hinaus trat er von 1930 bis 1933 als Ersatzmitglied des österreichischen Verfassungsgerichtshofs in Erscheinung. Im Mai 1933 trat er mit einer Reihe weiterer Mitglieder des Gerichtshofs von seinem Amt zurück, wodurch der Verfassungsgerichtshof nicht mehr beschlussfähig war, was schlussendlich dessen Aufhebung zur Folge hatte.
Danach war er von 1934 bis November 1936 im Rat des österreichischen Bundesgerichtshofs. Nachdem der damalige Bundeskanzler und Frontführer Kurt Schuschnigg bereits seinen engen Vertrauten und Freund Ignaz Tschurtschenthaler, der bei den Nationalen als verhasst galt, als neuen Justizminister vorgesehen hatte, wurde Schuschnigg nach Androhung des Rücktritts von Bundesminister Edmund Glaise-Horstenau doch noch umgestimmt und ernannte Adolf Pilz zum neuen Justizminister, der am 3. November 1936 sein Amt antrat.
Pilz war Mitarbeiter der von Johannes Messner herausgegebenen und in den Jahren 1936 bis 1938 erschienen katholisch-konservativen Monatsschrift für Kultur und Politik.
Bei einer am 19. August 1939 von der Gestapo erbetenen Befragung gab Schuschnigg am 2. September 1939 an, dass er Tschurtschenthalers „Berufung in die Bundesregierung nie in Erwägung gezogen hätte“. Anlass zu dieser Aussage war ein Gesuch der Gattin Tschurtschenthalers mit dem Hinweis, dass ihr Ehemann gegenwärtig im KZ Dachau inhaftiert sei. Im Anschluss an das Berchtesgadener Abkommen am 12. Februar 1938 musste Pilz nach 470 Tagen im Amt seine Position als Justizminister mit 15. Februar 1938 zurücklegen; ihm folgte am darauffolgenden Tag Ludwig Adamovich senior, der letzte Justizminister in der ebenso letzten austrofaschistischen Bundesregierung Schuschnigg IV, die wiederum am 11. März 1938, zu Beginn des Anschlusses Österreichs zurücktrat.
Pilz wurde zu Beginn der Herrschaft der Nationalsozialisten verhaftet und dann ohne Pension aus dem Staatsdienst entlassen.
Nach dem Krieg war Pilz Präsident des Österreichischen Roten Kreuzes, bevor er in dieser Position von Karl Seitz abgelöst wurde.
Am 23. September 1947 starb Pilz im Alter von 70 Jahren nach langer und schwerer Krankheit in seiner Wohnung in Wien und wurde sechs Tage später auf dem Wiener Zentralfriedhof (Gruppe 17, Gruppe Erweiterung E, Reihe 16, Nummer 2) beerdigt. Das Grabnutzungsrecht ist auf Friedhofsdauer.

## Ehrungen
- 1937 erhielt Pilz das Großkreuz des Österreichischen Verdienstordens[11]